# Minerva
 For alternative betydninger, se Minerva (flertydig). (Se også artikler, som begynder med Minerva)
Minerva er i romersk mytologi gudinden for visdom og strategisk krigsførelse og tillige en støtte for kunsten, handel, lærdom og håndarbejde. Hun gengives ofte sammen med en ugle ('Minervas Ugle'). Hendes modstykke i den græske mytologi var Athene. I romersk mytologi var hendes tilknytning til krigsførelse tonet ned i forhold til hendes græske modstykke. 
I etrustisk mytologi kaldes hun Menrva.